# فيل نيس
فيل نيس (بالإنجليزية: Phil Nice)‏ (من مواليد 6 أبريل 1954 في فانغ ، إسيكس) هو ممثل بريطاني نشط في التلفزيون والأفلام منذ عام 1984.

## روابط خارجية
- فيل نيس على موقع IMDb (الإنجليزية)
- فيل نيس على موقع ألو سيني (الفرنسية)
- فيل نيس على موقع قاعدة بيانات الفيلم (الإنجليزية)
- فيل نيس على موقع كينوبويسك (الروسية)
- https://www.imdb.com/name/nm0629298/